# Brassiantha pentamera
Brassiantha pentamera es la única especie del género monotípico Brassiantha,  perteneciente a la familia de las celastráceas. Es  originaria de  Indonesia.

## Taxonomía
Brassiantha pentamera fue descrita por Albert Charles Smith y publicado en Journal of the Arnold Arboretum 22: 390. 1941.